# Timo Nurminen
Timo Nurminen (* 14. April 1948 in Turku) ist ein ehemaliger finnischer Eishockeytorwart, der acht Jahre lang in der SM-sarja, der damals höchsten finnischen Liga, aktiv war.

## Karriere
Timo Nurminen debütierte in der Saison 1965/66 für Turun Toverit in der SM-sarja. Für den Klub aus seiner Heimatstadt Turku stand er zwei Jahre lang zwischen den Pfosten. In der Spielzeit 1970/71 spielte er für den Lokalrivalen Kiekko-67. Ab 1971 war er zwei Jahre lang der Stammtorhüter bei TPS Turku.
Anschließend entschied sich Nurminen, seine Karriere in Deutschland fortzusetzen, wo er sich dem EC Deilinghofen (ECD) in der 2. Bundesliga anschloss. Beim ECD war er neben seinem Landsmann Hannu Lunden der erste Profispieler, während seine Teamkollegen neben dem Eishockey noch weiteren Tätigkeiten nachgingen. In drei Jahren beim ECD absolvierte er 108 Spiele, bevor er nach Finnland zurückkehrte.
In der Saison 1978/79 spielte er wieder für seinen inzwischen in unteren Ligen aktiven Heimatverein Turun Toverit und beendete anschließend seine Karriere.